# Nonett
Ein Nonett (von lat. nonus: „neunter“) ist in der Musik eine Gruppe von neun Ausführenden oder ein Musikstück für eine solche Gruppe. Eine typische Besetzung ist das Bläserquintett mit Flöte, Oboe, Klarinette, Horn und Fagott zusammen mit vier Streichern: Violine, Viola, Violoncello und Kontrabass.
Bedeutende Nonette schrieben beispielsweise: Louis Spohr (Nonett F-Dur op. 31), Franz Lachner (Nonett F-Dur), Louise Farrenc, Joseph Rheinberger, Bohuslav Martinů und Alois Hába.
Eine andere Besetzung findet sich bei Charles Gounod (Petite symphonie für 9 Blasinstrumente): 1 Flöte, 2 Oboen, 2 Klarinetten, 2 Fagotte, 2 Hörner.
Bekanntheit erlangte das 1924 gegründete Tschechische Nonett.